# Canal del condado de Warren
El Canal del condado de Warren (Warren County Canal en inglés) era una rama del Canal del Miami y Erie (Miami and Erie Canal) en el suroeste del estado de Ohio (Estados Unidos) que estuvo operativo a mediados del siglo XIX. Con una longitud de unos 30 km. (20 millas) conectaba la sede del condado de Warren, Lebanon, con el canal principal en la ciudad de Middletown. Lebanon estaba situada en el cruce de dos caminos principales, la carretera de Cincinnati a Columbus (posteriormente la autopista U.S. Route 42) y el camino de Chillicothe a College Township (Oxford). Movidos por el entusiasmo generado durante el primer tercio del siglo XIX por la construcción de canales fluviales, los empresarios, hombres de negocios y personalidades de Lebanon presionaron para que a la ciudad llegara su propio canal. Lo que se buscaba con la construcción del canal era mejorar las infraestructuras para el transporte de mercancías, aunque el canal nunca tuvo el éxito deseado y operó durante menos de diez años antes de que el estado decidiera clausurarlo.

## Historia

### Inicios de las obras

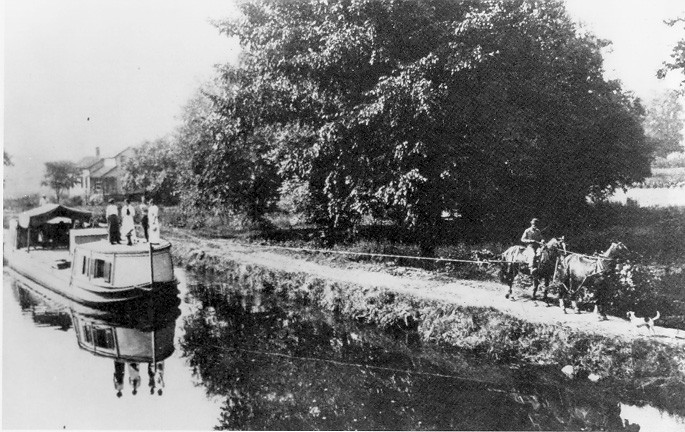
Canal del Ohio y Erie en 1902, construido en la misma época que el del condado de Warren.

La Asamblea General de Ohio autorizó la construcción del Canal del Miami y Erie en 1825. Los trabajos empezaron ese mismo año y el canal fue navegable desde el río Ohio en Cincinnati hasta la ciudad de Middletown en el condado de Butler en diciembre de 1827. En abril de 1830 el canal llegó a la ciudad de Dayton, en el condado de Montgomery, mientras que la longitud definitiva hasta Toledo (Ohio), a orillas del Lago Erie, se alcanzó en 1845. El gobernador del estado de Nueva York DeWitt Clinton, que había impulsado la construcción del Canal del Erie en su estado, llegó a Ohio en 1829 para las ceremonias de inauguración del Canal del Miami y Erie que fueron celebradas en Middletown. Durante su viaje visitó Lebanon, hospedándose en el Golden Lamb Inn, el hotel más antiguo del estado. Los habitantes de la ciudad se contagiaron rápidamente del entusiasmo general y demandaron tener acceso al uso de un canal como vía fluvial navegable. Tras las presiones de los ciudadanos el estado accedió a autorizar la construcción.
El 22 de febrero de 1830, la Asamblea General de Ohio adjudicó a una compañía privada las obras de construcción y la explotación de la rama del canal principal hasta Lebanon, lo que sería el Canal del condado de Warren. La compañía calculó que la obra constaría $ 123.861 dólares estadounidenses, pero los trabajos avanzaron de forma lenta y finalmente la compañía admitió que no podría completar la obra. En la sesión del 20 de febrero de 1836, la Asamblea General de Ohio ordenó a los miembros de la comisión del canal que se hicieran cargo de la obra inacabada y que la finalizaran. El estado pagó a la Compañía del Canal (Canal Company) un 50 % de los gastos efectuados hasta ese momento; la compañía había gastado $ 21.742,33 dólares. Los comisarios estimaron que la finalización del proyecto alcanzaría un coste de unos $ 128.000 dólares, una suma considerada excesiva pero que finalmente ascendió a un total de $ 217.552 dólares para hacer frente tanto a la adquisición del terreno como a la construcción completa del canal.

### El canal se abre al tráfico

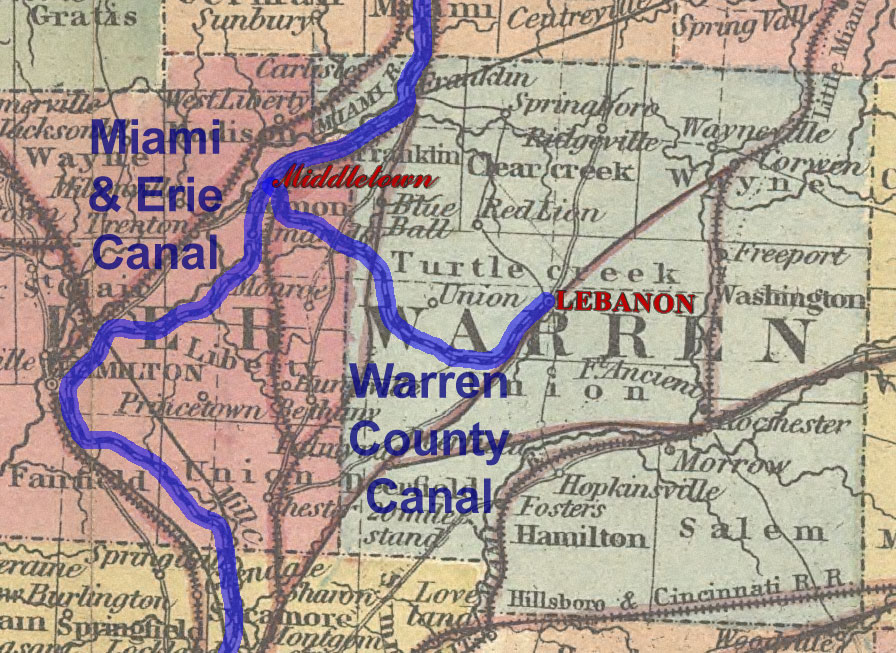
El Canal del condado de Warren era un ramal del Canal de Miami y Erie a Lebanon, sede de condado del condado de Warren, Ohio.

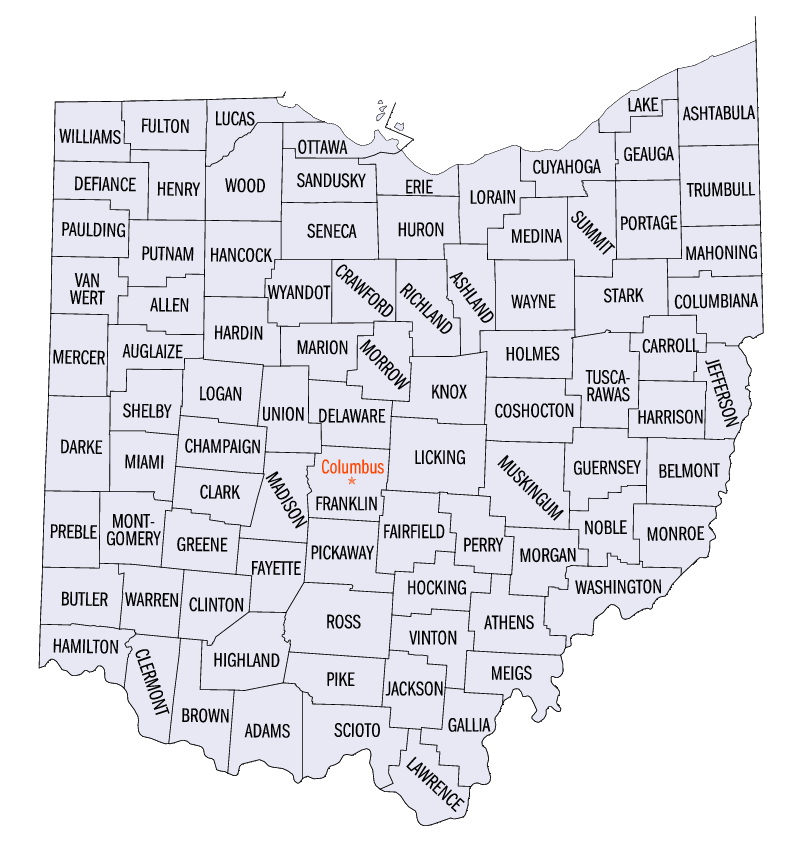
Condados de Ohio, donde se puede observar la localización del condado de Warren.

El canal del condado de Warren fue navegable en su totalidad en 1840, habiéndose alcanzado la Esclusa 2 cerca de Lebanon el 15 de marzo de 1839. El canal, de una anchura de 12 metros (40 pies) más un camino de sirga de tres metros de ancho (10 pies), empezaba en Middletown, entre las esclusas del canal del Miami y Erie número 31 en Dine’s y 32 en Middletown, en el kilómetro 335 aproximadamente (milla 208). El kilómetro cero estaba situado en Toledo a orillas del lago Erie y el kilómetro 402 (milla 250) en el río Ohio a la altura de Cincinnati. El punto de conexión con el canal principal estaba a unos 60 metros (200 pies) al sur de la actual Central Avenue; Verity Parkway (literalmente la Alameda de la verdad) sigue el viejo sendero del canal del Miami y Erie. El canal se abastecía desde el Canal del Miami y Erie a unos cinco kilómetros (5 millas) al norte del kilómetro 330 (milla 205), entre la Esclusa 29 en Upper Greenland y la Esclusa 30 en Lower Greenland, al sur del embalse del río Miami. En ese punto el canal tenía un caudal de agua de alrededor de 850 litros por segundo (1800 pies cúbicos por minuto) o unos 940 litros por segundo (2000 pies cúbicos por minuto).
Desde Middletown, en el condado de Butler, el canal discurría en dirección sureste siguiendo el mismo recorrido que décadas después seguiría el Middletown and Cincinnati Railroad sobre un terreno formado por arena y grava formado durante la Glaciación de Würm , hace entre unos 14.000 y 24.000 años. Esta tipología del terreno provocaba que el canal tuviera una pérdida de agua considerable. El canal avanzaba por el municipio de Lemon Township en el condado de Butler (Ohio), al norte del lugar posteriormente llamado Oakland. Dos acueductos permitían al canal pasar sobre el riachuelo de Dick’s Creek, cerca de la intersección de las carreteras de Cincinnati-Dayton (actualmente la Autopista Dixie que conecta el sur con el medio oeste de los Estados Unidos) y Greentree (la carretera estatal a la localidad de College Township). Se intentó que los acueductos fueran llanos para permitir el paso de botes cargados por el canal. Posteriormente el canal pasaba del condado de Butler al condado de Warren justo al norte del límite de las Symmes Purchase, hoy en día en los límites de la ciudad de Monroe, cerca de Shaker Run.
El canal seguía su camino hacia el suroeste en dirección a las localidades de Turtlecreek Township y Union Township siguiendo el curso del riachuelo Muddy Creek, hasta aproximadamente donde estuvo más tarde Hagemans Crossing, en la carretera Cincinnati y Lebanon Pike (U.S. Route 42). Allí giraba hacia el noreste siguiendo paralela al riachuelo Turtle Creek, un riachuelo afluente del Miami al que cruzaba mediante un acueducto. Posteriormente el recorrido discurría aproximadamente por el camino seguido por el Cincinnati, Lebanon and Northern Railway, entre Mason y Lebanon. En Lebanon se encontraba con una balsa en el lugar que limitaba con Sycamore Street, South Street, Cincinnati Avenue (U.S. Route 42) y el riachuelo Turtle Creek. El canal era alimentado con agua procedente de North Fork y East Fork (literalmente Horcajos Norte y Este) del riachuelo Turtle Creek en Lebanon. El North Fork tenía un dique de tierra de unos 30 metros de longitud (100 pies) para crear una reserva de 16 hectáreas (40 acres) a 18 hectáreas (45 acres).
Lebanon estaba 13 metros (44 pies) sobre la altura del Canal del Miami y Erie en Middletown. Para superar este desnivel eran necesarias seis esclusas, cada una de ellas de 27 metros (90 pies) de longitud y 4,6 metros (15 pies) de anchura. La Esclusa 1 estaba al inicio de Clay Street en Lebanon. La Esclusa 2 se encontraba a corta distancia río abajo, aún en Lebanon. La Esclusa 3 estaba situada a unos 2 kilómetros (1 milla) al suroeste de Lebanon cerca de la confluencia de los riachuelos Muddy Creek y Turtle Creek, donde estaban posteriormente Hillcrest y Hagemans Crossing. Estas esclusas elevaban y descendían las embarcaciones un total de 8,5 metros (28 ft). En la Esclusa 3, Joseph Whitehill, más tarde Tesorero estatal de Ohio, adquirió al estado los derechos para el empleo de la potencia del agua y usarla en un molino.
La Esclusa 5 se encontraba cerca de la intersección de las carreteras de Greentree y Cincinnati-Dayton donde llegaba el canal procedente del Canal del Miami y Erie que alimentaba al canal del condado de Warren. La Esclusa 6 estaba situada en Middletown, cerca del punto de unión con el canal principal. Estas dos últimas esclusas permitían a las embarcaciones salvar los 5 metros (16 pies) de desnivel restantes, 2,5 metros (8 pies) en cada esclusa.

### ElShaker Runestropea el canal
En 1848 el vapor Shaker Run dañó el canal de forma permanente. En Turtlecreek Township la embarcación provocó que el agua del pantano se vertiera sobre el asentamiento de Shaker en la población de Union. Frecuentemente el vapor aumentaba el nivel del agua en las orillas, desbordando el canal y haciendo que las reparaciones fuesen continuamente necesarias, hasta que finalmente el vapor acabó por destrozar los bordes del canal.
En 1852, John W. Erwin, ingeniero encargado del canal principal, investigó las reparaciones que debían efectuarse en el canal por orden de la Asamblea General del estado de Ohio. El motivo de esta investigación era poder estimar el coste de las reparaciones y obtener una opinión fundamentada sobre si el canal debía o no clausurarse.  El informe que se presentó a la Junta Estatal de Obras Públicas estimaba en $ 31.613 dólares el coste de las reparaciones. De esta suma, tan sólo $ 16.896 dólares eran necesarios para el drenaje. Puesto que el canal había sido usado muy poco, el estado consideró que la mejor solución era no repararlo y cerrarlo al tráfico. El representante de Lebanon Durbin Ward presentó a la Asamblea General de Ohio la ley para el cierre del Lebanon Ditch (Acequia de Lebanon). En 1854, el estado vendió los restos a John W. Corwin y R.H. Henderson por $ 40.000 dólares.
Las grandes piedras de las esclusas se usaron en construcciones locales como la Lebanon Opera House, que sufrió un incendio el día de Navidad de 1932, siendo reemplazada por el actual Lebanon City Hall. También se usaron en la construcción del puente que cruza North Fork. El 10 de julio de 1882 la presa del Turtle Creek en North Fork se hundió debido a la crecida provocada por una violenta tormenta causando grandes destrozos en la ciudad de Lebanon, incluyendo el arrastre del puente de Broadway sobre el riachuelo de Turtle Creek.  El terreno sobre el que transcurría el canal fue adquirido por la French Bauer Dairy pero tras su cierre alrededor de 1970 fue finalmente la ciudad de Lebanon quién adquirió el terreno y lo transformó en un parque.
Hoy en día quedan pocos vestigios del canal, tan sólo unos pocos tramos de la canalización cerca de la carretera estatal State Route 63 en Turtlecreek Township, al este de Monroe, cerca de los correccionales de Lebanon y Warren.